# Фиат 3000
Fiat 3000 (обозначение с 1939 года L5/21) — итальянский лёгкий танк 1920-х годов. Первый итальянский серийный танк, разработан сразу после окончания Первой мировой войны на основе французского FT-17. К началу Второй мировой большая часть выпущенных Fiat 3000 оставалась в строю и ограниченно использовалась вплоть до 1943 года.
Производился, наряду со своей улучшенной версией Fiat 3000B (L5/30), с 1921 по 1930 год, общий выпуск составил 152 экземпляра, 26 экземпляров было поставлено на экспорт.

## История
В 1918 году Франция поставила Италии один лёгкий пехотный танк-САУ «Шнейдер» и несколько лёгких «Рено» FT-17. Итальянцы сделали дополнительный заказ, но в то время Франция едва обеспечивала танками собственную армию и не могла удовлетворить заявку итальянцев. По этой причине они решили самостоятельно строить танк, подобный «Рено» FT-17, но с использованием узлов и деталей отечественного производства. Разработку танка осуществили фирмы «Ансальдо» и «Бреда», а заказ на производство 1400 машин был размещён на фирме «Фиат». Однако в связи с окончанием Первой мировой войны в 1918 году заказ был сокращён до 100 единиц.
Первый прототип был построен в 1920 году, но на вооружение итальянской армии новый танк поступил только в 1923 году. По сравнению с французским «Рено» FT-17 лёгкий танк «Фиат 3000» модель 21 («Фиат 3000A») был более лёгким и скоростным.
В 1928—1929 годах был разработан пушечный вариант танка, в 1929 году был изготовлен первый пушечный танк, после завершения испытаний принятый на вооружение под наименованием «Фиат 3000» модель 30 или просто «Фиат 3000B». Помимо нового вооружения танки получили улучшенную подвеску и более мощный двигатель, развивавший 63 л. с. Смещённая вправо 37-мм пушка имела угол наводки по месту цели от +20 до −10°. Её боекомплект состоял из 68 выстрелов. На нескольких «Фиатах 3000» были установлены радиостанции, и они стали выполнять функции командирских машин.
В 1926 году одна рота танков была направлена в Ливию, они использовались в борьбе с восставшими арабами.
До появления в 1929 году английских танкеток «Карден-Лойд» Mk VI «Фиаты 3000» были основным типом танка итальянской армии.
В 1935—1936 гг. итальянская армия успешно использовала танки в войне в Эфиопии.
В 1936 году все пулемётные танки итальянской армии были перевооружены (вместо 6,5-мм пулемётов SIA на них установили 8-мм пулемёты Fiat 35).
К началу 1939 года на вооружении итальянской армии оставалось 90 пулемётных и 37 пушечных танков Fiat-3000. В этом же году танки получили новое обозначение L5/21, которое расшифровывалось как L — Leggeri (лёгкий), 5 — масса в тоннах, 21 — год начала производства. К июню 1940 года на вооружении Италии оставалось около 90 исправных танков этого типа (один танковый батальон в Италии, пять танковых рот пограничной охраны на северных границах Италии и в Албании и несколько танков в составе танкового батальона на островах в Эгейском море). В 1941—1943 гг. танки использовались в ходе борьбы с партизанским движением на Балканах.
В последний раз «Фиаты 3000» принимали участие в боевых действиях летом 1943 года, во время высадки союзных войск на Сицилии (хотя часть танков к этому времени была зарыта в землю и использовалась в качестве неподвижных огневых точек).

## Модификации
- Fiat 3000A, он же L5/21 — пулемётный танк, всего было изготовлено 5 предсерийных и 100 серийных машин[1]. Первые образцы танков были вооружены двумя спаренными 6,5-мм пулемётами SIA (с боекомплектом 2000 патронов), которые устанавливались в башне и имели угол наводки по месту цели от +24 до −17°[1] и оснащены двигателем Fiat мощностью 50 лошадиных сил[2]. В дальнейшем, танки выпускались с одним 6,5-мм пулемётом[1].
- Fiat 3000B, он же L5/30 — вариант с 37-мм пушкой Model 30 37/40 вместо башенного пулемёта[1], оснащённый двигателем Fiat мощностью 63 л.с., изготовлено 52 единицы[2]
- огнемётный танк Fiat 3000 — один танк изготовлен в 1932 году[2]
- 105-мм гаубица на шасси Fiat 3000B — экспериментальный образец
- Fiat 3000B со спаренными 37-мм пушками — экспериментальный образец

## Страны-эксплуатанты
- Италия
- Венгрия[2] — в 1936 году в Италии для венгерской армии было куплено три пулемётных танка Fiat-3000, которые были перевооружены 8-мм пулемётами M.07/12[1]
- Латвия[2] — в 1927 году в Италии были куплены шесть танков (два были вооружены 37-мм пушкой, остальные четыре — британским пулемётом Vickers)[1]
- Албания — в 1930-е два танка куплены в Италии и приняты на вооружение албанской армии[2]
- Аргентина[2] — один танк куплен для изучения
- Эфиопия — четыре танка куплены в Италии и приняты на вооружение армии[2]
- Дания[2] — один танк Fiat-3000 был куплен для изучения[1]
- Греция[2] — по состоянию на начало апреля 1941 года, перед началом немецкого вторжения в Грецию на вооружении греческой армии имелся один танк «Fiat-3000»[3]
- СССР[4] — 3 танка куплены в декабре 1926 года и в ноябре 1927 года прибыли в СССР. Использовались в РККА как учебные не позднее 1938 года. Вооружение — 37-мм пушка "Гочкис". После присоединения Латвии к СССР все шесть латышских танков были включены в состав 125-го танкового полка РККА. После начала Великой Отечественной войны все танки были оставлены ввиду их низкого технического состояния.